# Collotheca crateriformis
Collotheca crateriformis är en hjuldjursart som beskrevs av Offord 1934. Collotheca crateriformis ingår i släktet Collotheca och familjen Collothecidae. Inga underarter finns listade i Catalogue of Life.